# Журнально-структурована файлова система
Журнально-структурована файлова система (англ. log-structured file system) — це файлова система, у якій дані та метадані під виглядом логів послідовно записуються до кільцевого буфера. Ідея запропонована Джоном Остерхутом і Фредом Дуглісом вперше реалізована у 1992 році Оустерхаутом і Менделем Розенблюмом для Unix-подібної розподіленої операційної системи Sprite . 